# John Jacob Astor VI
Pour les articles homonymes, voir Astor.
John Jacob Astor VI (14 août 1912 - 26 juin 1992) est un membre de la prestigieuse famille Astor. Il est le fils posthume du milliardaire John Jacob Astor IV et de sa jeune épouse Madeleine. Il naît en effet quatre mois après la mort de son père dans le naufrage du Titanic, le 15 avril 1912.

## Biographie
Arrière-arrière-petit-fils de John Jacob Astor, John Jacob Astor VI est le fils de John Jacob Astor IV et de sa deuxième épouse, Madeleine Talmage Force.
Par son père, il a un demi-frère et une demi-sœur aînés, nés de sa première épouse Ava Lowle Willing :
- Vincent Astor (1892-1959), qui devient stérile après avoir attrapé les oreillons ;
- Ava Alice Muriel Astor (1902-1956).

John Jacob Astor VI épouse en premières noces, en 1934, Ellen Tuck French (petite-fille d'Amos Tuck French (en)). Le couple, qui divorce en 1943, a un fils : William Backhouse Astor III (né en 1935), et postérité.
En deuxièmes noces, il épouse en 1944, Gertrude Gretsch, fille de Walter Gretsch. Le couple a une fille, Marie-Jacqueline (née en 1949).
En troisièmes noces, il épouse en 1954, Dolores Margaret Fullman (née en 1929), mais s'en sépare très vite.